# 쌓음 원리
쌓음 원리(aufbau principle)는 다전자 원자에서 원자에 전자가 채워질 때, 에너지 준위가 낮은 오비탈부터 차례대로 채워진다는 원리이다.

## 어원
쌓음 원리는 영어로 Aufbau principle이라고 하며, 이때의 Aufbau는 독일어로 "쌓음, 건축"이라는 뜻으로, 다른 원리처럼 그 이름을 과학자의 이름에서 따온 것이 아니라, 독일어로 '쌓음의 원리'라는 뜻을 가진 Aufbauprinzip에서 가져왔다.

## 정의
쌓음 원리는 원자, 분자, 또는 이온에서의 전자배치를 결정하기 위해 사용되는 원리이다. 다음과 같은 규칙들을 만족해야 한다.

1. 오비탈의 에너지 준위 순서에 따라 낮은 쪽부터 차례대로 전자를 넣는다.
2. 4개의 양자수가 모두 같은 전자 배치는 불가능하다.
3. 홀전자를 가진 오비탈의 개수가 최대가 되도록 전자를 우선배치한다. 이 때 전자들의 스핀 방향은 모두 같다. 그 후에 이미 전자가 들어있는 오비탈에 들어가 오비탈 안의 전자와 짝을 이룬다.

1, 2번은 파울리의 배타원리, 3번은 훈트의 규칙에 입각한 것이다. 3번에서 홀전자의 수를 최대로 하는 순서로 채워지는 이유는, 전자가 다른 오비탈들을 점유할 때 거리가 더 멀어져 반발력이 최소화되기 때문이다. 홀전자의 스핀방향이 모두 평행한 이유 역시 두 전자가 비교적 덜 겹치게 하기 위함이다. 이는 에너지가 더 낮은 상태로 만들어 안정화시키기 위한 것이다.

### 에너지 준위
오비탈의 에너지 준위 순서는 주양자수와 부양자수의 합(n+l)이 작은 것의 에너지 준위가 낮으며, 합이 같은 경우 n이 작은 것의 에너지 준위가 낮다.

## 전자배치 순서 결정 규칙
전자배치는 에너지 준위가 낮은 오비탈부터 차례대로 채워지는 것을 우선으로 한다. 오비탈의 에너지 준위는 총 마디수와 연관되기 때문에, 배치 순서는 원자 오비탈의 총 마디수(n+l)에 기초한다고 볼 수 있다. 오비탈에 전자가 채워지는 순서는 'n+l 규칙'에 의해 결정되며, 이 규칙은 마델룽 에너지 순위 결정 규칙(Madelung rule, Klechkowski rule, Diagonal rule) 등으로 불린다.
에너지 준위와 마디수 사이의 관계에 의해, 낮은 n+l 값을 가지는 오비탈이 높은 n+l값을 가지는 오비탈보다 먼저 채워진다. 이 때 n과 l은 각각 주양자수와 각운동량양자수를 말하며, l=0, 1, 2, 3은 각각 s, p, d, f 오비탈과 같은 의미이다. 두 오비탈의 n+l 값이 같은 경우에는 n값이 작은 오비탈이 먼저 채워진다. 반대로 말하면 n+l이 같은 경우 n이 클수록 에너지 준위가 크다.

### 전자 배치 규칙의 예외
마델룽 에너지 순위 결정 규칙은 구리, 크로뮴, 팔라듐 등 d오비탈을 포함하는 전이 금속, 란타넘족, 악티늄족에서 예측된 순서가 실험값과 다르게 나타난다.
구리의 경우 마델룽 법칙에 따라 4s 오비탈(n+l=4) 이 3d 오비탈(n+l=5)보다 먼저 채워져 전자 배치가 [Ar]4s2 3d9 일 것으로 예상되나, 실제 전자배치는 [Ar] 4s1 3d10으로 나타난다. 마찬가지로 크로뮴의 경우에도 [Ar]4s2 3d4 이 아니라 [Ar] 4s1 3d5 의 전자배치를 갖는다. (전자 10개가 다 찬 모양뿐만 아니라 홀전자 5개가 차 있는 것도 안정하다.
30번까지의 궤도함수 에너지 계산을 해 보면 E3d와 E4s의 값이 매우 가깝게 예측된다. 하트리 근사(Hartree approximation)와 같은 근사법으로 계산해 보면 K와 Ca에서는 E4s < E3d , Sc 이후의 원소들에서는 E3d < E4s로 예측된다. 이에 의하면 Sc의 전자배치는 [Ar] 3d3 4s0이 되어야 하나, 실제 Sc의 전자배치가 [Ar] 3d1 4s2 라는 것을 보아 개별 궤도함수들의 에너지 외에 전자 배치에 영향을 주는 다른 원인이 있다는 것을 알 수 있다. 전자가 들어간 단전자 궤도함수들의 에너지 합계에 전자들 사이의 정전기적 반발 에너지를 더한 값을 고려하여 에너지를 구해보면 예외구간의 전자배치를 구할 수 있다.

## 역사

### 양자론
쌓음 원리는 1920년대 닐스 보어(Niels Bohr)와 볼프강 파울리(Wolfgang Pauli)에 의해 만들어졌고 다음을 뜻한다.
낮은 에너지의 오비탈에 전자가 먼저 채워지고, 그 이후 높은 에너지의 오비탈에 전자가 채워진다.

이것은 초기에 양자역학을 전자의 성질에 적용한 것이었고, 물리적인 관점에서 화학적 성질들을 설명하였다. 각각의 전자들은 원자핵의 양전하와 핵에 묶인 전자들의 음전하에 의해 만들어진 전기장의 영향을 받는다. 수소에서는 같은 주 양자수 사이에서 에너지 차이는 거의 없지만, 다른 원자의 최외각 전자에 대해서는 그렇지 않다.
양자역학 이전의 양자론에 의하면, 전자들은 타원궤도를 돌고 있어야 한다. 높은 각운동량을 가진 궤도들은 내부 전자들의 외부의 원형 궤도이지만, 낮은 각운동량을 가진 궤도들은 (s, p 오비탈) 큰 궤도 이심률을 가진다. 따라서 그들은 점점 핵에 가까워지고, 약한 가려진 핵전하를 느낀다.

### The n+l energy ordering rule
The n+l energy ordering rule(n+l 에너지 정렬 규칙)

## 같이 보기
- 이온화 에너지

## 참고 문헌
- Peter, A., Loretta, H. (2012). 화학의 원리(5판). (김관, 김병문, 이상엽). 경기도: 자유아카데미. (원저 2010 출판)
- David W. Oxtoby, H.P. Gillis, Alan Campion. (2014). 옥스토비의 일반화학(7판). (화학교재연구회). 사이플러스.